# 4.ª Divisão de Montanha (Alemanha)
A 4ª Divisão de Montanha (em alemão:4. Gebirgs-Division) foi uma unidade militar que serviu no Exército alemão durante a Segunda Guerra Mundial.

## Comandantes
| Comandante                              | Data                                               |
| --------------------------------------- | -------------------------------------------------- |
| General der Gebirgstruppen Karl Eglseer | 25 de outubro de 1940 - 21 de outubro de 1942      |
| Generalleutnant Hermann Kreß            | 21 de outubro de 1942 - 11 de agosto de 1943 (KIA) |
| Generalleutnant Julius Braun            | 13 de agosto de 1943 - 7 de junho de 1944          |
| Generalleutnant Karl Jank               | 7 de junho de 1944 - 1 de julho de 1944            |
| Generalleutnant Friedrich Breith        | 1 de julho de 1944 - 23 de fevereiro de 1945       |
| Generalmajor Robert Bader               | 23 de fevereiro de 1945 - 6 de abril de 1945       |
| Generalleutnant Friedrich Breith        | 6 de abril de 1945 - 8 de maio de 1945             |

## Oficiais de operações
| Oberstleutnant Otto Schaefer | 25 de outubro de 1940 - 1 de março de 1942    |
| Major Helmut Schuon          | 1 de março de 1942 - 10 de maio de 1942       |
| Oberstleutnant Otto Schaefer | 10 de maio de 1942 - 20 de abril de 1943      |
| Major Dr. Eduard Kreuzer     | 21 de abril de 1943 - 30 de maio de 1944      |
| Oberstleutnant Hans Hessel   | 30 de maio de 1944 - 25 de agosto de 1944     |
| Major Johann Brandner        | 25 de agosto de 1944 - 1 de fevereiro de 1945 |
| Major Albrecht Gombart       | 1 de fevereiro de 1945 - maio de 1945         |